# Dekkera naardenensis
Dekkera naardenensis är en svampart som beskrevs av S.C. Jong & F.L. Lee 1986. Dekkera naardenensis ingår i släktet Dekkera och familjen Pichiaceae.   Inga underarter finns listade i Catalogue of Life.